# Etlingera sessilanthera
Etlingera sessilanthera är en enhjärtbladig växtart som beskrevs av Rosemary Margaret Smith. Etlingera sessilanthera ingår i släktet Etlingera och familjen Zingiberaceae. Inga underarter finns listade i Catalogue of Life.